# Laurence Simmons Baker
Laurence Simmons Baker (Contea di Gates, 15 maggio 1830 – Suffolk, 10 aprile 1907) è stato un militare statunitense.

## Primi anni di vita e carriera militare
Baker nacque nella piantagione di Cole's Hill nella contea di Gates, nella Carolina del Nord, ultimo dei cinque figli del dottor John Burges e Mary Wynns (Gregory) Baker. Il suo bisnonno e omonimo Lawrence Baker era stato un generale durante la Rivoluzione americana. Dopo aver ricevuto la sua istruzione iniziale presso l'Accademia di Norfolk, si laureò all'Accademia militare degli Stati Uniti a West Point nel 1851, classificandosi 42esimo (ultimo della sua classe). Dopo la laurea, fu brevettato sottotenente guadagnando il suo pieno grado il 31 marzo 1853. Prestò servizio per nove anni nei fucilieri a cavallo degli Stati Uniti, assegnato al servizio sulla frontiera occidentale e raggiungendo il grado di primo tenente.
Il 13 marzo 1855 Laurence Baker sposò Elizabeth E. Henderson (1836-1918).

## Guerra civile
Nel maggio 1861 rassegnò le dimissioni quando la Carolina del Nord si separò dall'Unione. Sebbene personalmente contrario al concetto di secessione, Baker era fedele al suo Stato. Divenne tenente colonnello del 1º reggimento di cavalleria della Carolina del Nord e fu poi promosso al grado di colonnello il 1 marzo 1862, guidando il reggimento nella campagna della penisola del 1862. Prese parte all'azione attivamente nella Battaglia dei Sette Giorni, nella Seconda Battaglia di Bull Run (Seconda Manassas) e nella Battaglia di Antietam (Sharpsburg) più tardi nel 1862.
Durante la campagna di Gettysburg, Baker fu ferito nella battaglia della stazione di Brandy. Tuttavia, guidò abilmente i suoi uomini in una serie di piccole azioni di cavalleria, culminate nei combattimenti nell'East Cavalry Field nella battaglia di Gettysburg. Baker assunse il comando della brigata del generale di brigata Wade Hampton quando quell'ufficiale fu gravemente ferito da un colpo di sciabola. Fu promosso generale di brigata il 23 luglio 1863, in riconoscimento per il suo valoroso servizio durante la ritirata dell'esercito della Virginia settentrionale. Otto giorni dopo, venne gravemente ferito al braccio destro mentre resisteva ad un attraversamento federale del fiume Rappahannock e rimase inabile per quasi un anno.
Dopo aver recuperato abbastanza per il servizio amministrativo, Baker fu nominato comandante del Secondo Distretto Militare nel suo stato natale, la Carolina del Nord, supervisionando la difesa delle ferrovie vitali e delle linee di rifornimento. Condusse brevemente una brigata in Georgia per aiutare a difendere Savannah, ma si ritirò prima che la città si arrendesse. Comandò anche le Riserve Junior della Carolina del Nord dal 1864 al 1865, una posizione prevalentemente di reclutamento e di "scrivania". Nonostante il suo braccio ancora dolorosamente fratturato, Baker tornò in campo durante la campagna di Carolina, inclusa la battaglia di Bentonville. Lui e la maggior parte dei suoi uomini non si arresero alla fine della guerra, preferendo provare a farsi strada attraverso le linee dell'Unione per unirsi all'esercito di Joseph E. Johnston. Successivamente, sciolse la sua brigata e gli uomini rimasti si dispersero. Baker ricevette la libertà condizionale formale a Raleigh, nella Carolina del Nord, nel maggio 1865.
Il suo nome venne erroneamente scritto nei registri del Dipartimento di Guerra Confederato come Lawrence Simmons Baker. L'errore ortografico, presente in alcuni documenti militari ufficiali, è rimasto ancora oggi.

## Attività postbelliche
Dopo la guerra, Baker visse per un po' a New Bern, nella Carolina del Nord, prima di trasferirsi a Norfolk, in Virginia, come agricoltore. Dopo essere tornato nella Carolina del Nord, si occupò di assicurazioni fino al 1877. L'anno successivo entrò a far parte della Seaboard and Roanoke Railroad nel Suffolk, in Virginia, come agente ferroviario, prestando servizio per 29 anni. I suoi compiti includevano la gestione del telegrafo Western Union e della Southern Express Co., una compagnia di spedizioni.
Era un membro della chiesa episcopale di St. Paul nel Suffolk, in Virginia, ed era attivo nel campo locale dei Veterani Confederati Uniti. Morì a Suffolk nel 1907 e fu sepolto nel cimitero di Cedar Hill della città.